# Dibber Sverige
Dibber Sverige AB är en svensk friskoleorganisation som ägs av det norska företaget Dibber, med skolor och förskolor runt om i Sverige. Dibber Sverige AB etablerades i Sverige 2017 genom förvärvet av Inspira skolor. Dess huvudkontor ligger Sollentuna kommun.
Dibber Sverige AB har över 100 förskolor, grundskolor, anpassade grundskolor och öppna förskolor i Sverige som ligger i områdena: Helsingborg, Huddinge, Lund, Malmö, Nacka, Nyköping, Ramlösa, Rydebäck, Råå, Sollentuna, Solna, Stigtomta, Trosa, Tyresö, Täby, Vagnhärad, Vårby, Älta och Örebro.
Dibber drivs och ägs av Randi Sundby och Hans Jacob Sundby. Dibber Sverige AB är inte börsnoterat.
Företaget omsatte 2019 42 MSEK.